# 16 Vœux
Pour plus de détails, voir Fiche technique et Distribution.
16 Vœux (16 Wishes) est un téléfilm américano-canadien réalisé par Peter DeLuise, diffusé le 25 juin 2010 aux États-Unis et le 14 octobre 2010 en France. Il met en vedette Debby Ryan et Jean-Luc Bilodeau.
C'est un hors-série de la collection des Disney Channel Original Movie.

## Synopsis
Abby Jensen (Debby Ryan) est une fille qui rêve de son seizième anniversaire depuis qu'elle est toute petite et durant toutes ces années elle a gardé une liste avec tous ses vœux. La vie ne lui fit pas de cadeaux, le matin de son seizième anniversaire, lorsqu'une invasion de guêpe eut lieu dans sa maison, contraignant elle et sa famille à devoir résider dans une roulotte devant leur maison. D'autant plus qu'elle dû se forcer à prendre le bus toujours vêtue de son pyjama. Alors qu'elle attendait le bus, son meilleur ami, Jake, essaya de la réconforter en lui offrant un cadeau: la moitié de pendentif gravés du mot: ami. Jake, quant à lui, garda la moitié du pendentif sur son porte-clef. Cependant, Abby reçut un étrange colis: des bougies d'anniversaire avec un briquet. Ne sachant pas comment l'utiliser, elle essaya la bougie #1. Tout à coup, Joey Lockart, l'idole de jeunesse qu'Abby, arriva et lui souhaita un joyeux anniversaire avant de lui faire la bise. Abby comprit que les numéros des bougies correspondaient aux numéros des vœux sur la liste. Au même moment, le bus était sur le point d'arriver, mais Abby alluma et souffla sur la bougie numéro 8, qui est d'avoir de préférence rouge. La voiture arriva avec comme conductrice, la même femme qui était l'exterminatrice et factrice. Cette dernière se présenta auprès d'eux, elle s'appelle Céleste et c'est la magicienne pour exaucer les seize vœux d'Abby. N'ayant pas encore le permis, Céleste les conduis au lycée avec la voiture.
Au lycée, Abby ne passa inaperçu auprès des autres étudiants, mais surtout auprès des moqueries de Krista Cook et de sa bande d'amis. Depuis l'âge de huit ans, Abby et Krista sont ennemis jurés et rivales dans tous les domaines, d'autant plus qu'aujourd'hui, elles célèbrent leur seize ans, puisque leurs anniversaires sont à la même date et que Krista est candidate à la présidence du bureaux des élèves. Après qu'elle s'est changé avec ses vêtements de sport, Abby essaya d'allumer et souffler la bougie numéro deux. Le vœu en question est "Quand j'aurai 16 ans, je serai la mieux habillée du lycée. Elle alluma la bougie, mais la mèche ne prit pas feux. Au même moment, Mme Duffy arriva, confisqua les bougies et envoya Abby auprès de la conseillère. Cependant, c'était Céleste qui l'attendait. Elles discutèrent et Abby appris qu'elle a droit à un seul vœu par heure et que dès minuit, les vœux sont permanents. Céleste lui redonna les bougies en lui expliquant très clairement les règles et lui remis également le journal intime de Krista. Abby feuilleta les pages du journal intime et vit tout ce que Krista avait écrit sur elle et ses petits secrets. Folle de rage, Abby et Krista eurent une confrontation durant laquelle Abby révéla tous les secrets de Krista. Voyant qu'il était 9h00, elle alla dans le placard du concierge où souffla la bougie numéro deux. Le placard du concierge se transforma en un dressing où Céleste arriva et la revêtit. Lorsqu'elle sortit, ses nouveaux vêtements attirèrent l'admiration des amies de Krista.
Le cours suivant, Abby arriva en retard au cour de sport, ce qui lui vaudra un avertissement de Mme Duffy. Toutefois, Abby lui donna un sac à main à la prof. Émerveillée, Mme Duffy permit à la classe de faire une partie de volley-ball au lieu de faire de la course, ce que Mme Duffy avait initialement prévue. Après que les autres filles aient quitté le vestiaire, Abby souffla sur la bougie numéro douze et son vœux qui est de battre Krista dans tous les domaines. Son vœux s'exauce lorsque Abby fit un smash et que le ballon frappa la tête de Krista, la faisait perdre connaissance. Cette dernière se réveilla à l'infirmerie avant qu'elle ne soit appelé au bureau du directeur qui lui annonce que les élections étaient finis et que la présidente est Abby. Krista appris que son nom sur les bulletin de vote était rayé au nom d'Abby. Lorsque Abby partit cherché Jake au laboratoire, ce dernier était un peu agacé et lui rappela qu'être présidente du bureaux des élèves demande du sérieux. En sortant du labo, Abby fut accueilli par une foule de personne après qu'elle ait souffler la bougie numéro dix, qui est "Quand j'aurai 16 ans, je deviendrai une star". Sur l'heure du midi, les anciennes amis de Krista qui sont désormais du côté d'Abby, organisent l'anniversaire de cette dernière. N'ayant pas de quoi porter pour ce soir, Jake et Abby allèrent dans une boutique de robe en ville. Cependant, Abby n'a pas encore le permis, donc elle souffla la bougie numéro sept et elle reçut son permis. Krista, qui trouvait tout cela suspect, suivit Jake et Abby dans la boutique. Cependant la vendeuse, les traita comme des enfants, chassa Jake de la boutique et demanda à Abby de retourner se changer. Abby vit qu'il était 13h00, donc elle souffla sur la bougie numéro 9, qui était, qu'elle sera traité comme une adulte. Lorsqu'elle souffla, elle demanda à la vendeuse qui, cette fois-là, la traitait comme une adulte, lui dit qu'il était parti avec Krista.
En retournant à l'école, elle arriva en retard et manqua de bousculer Mme Duffy qui la traita au début comme une inconnue et cru que c'était la remplaçante. Ne comprenant rien, elle interpella Jake et discutèrent, mais ce dernier lui parla comme s'ils ne s'étaient rencontrés et la traita comme une inconnue. Elle fut jetée dehors du lycée par le proviseur et ses parents vinrent la chercher. Elle ne comprenait absolument rien, et elle le fut encore plus lorsque ses parents lui annonçèrent qu'ils l'amèneront à son appartement. Ses parents lui expliquèrent qu'elle a 22 ans aujourd'hui et qu'elle doit désormais vivre comme une adulte. Lorsqu'ils quittèrent, elle appela Céleste après qu'elle ait soufflé sur la bougie numéro 3, Céleste lui fit pas d'une grande aide et partit. En essayant de la rattraper, Abby tomba sur le propriétaire qui lui avertit qu'elle avait trois jours pour payer le loyer. Elle essaya d'effacer un vœu de la liste pour en refaire afin de remettre les choses en place, mais sans succès. Abby fit le vœu numéro 14, dans lequel, ses parents la comprendront. Elle retourna chez ses parents, qui vivent désormais dans une caravane devant leur maison infesté, ils discutèrent ensemble et Abby montra la liste et les bougies. La mère lui expliqua que la vie d'adulte qu'Abby attendait depuis son enfance, peut être difficile et ne correspondait pas aux attentes qu'Abby avait.
Elle retourna à sa voiture où elle vit Logan, un garçon qu'Abby et Krista se battent pour l'avoir. Ce dernier lui expliqua qu'une fête était organisée chez Krista, ils eurent une petite discussion puis au final Abby se rendit à la fête de Krista. Juste avant, elle arrête Jake et lui expliqua tant bien que mal ce qu'il s'est passé. Abby montra le pendentif que Jake lui avait offert puis il se souvint d'un coup que lui et Abby étaient amis. Cependant, rien ne change et qu'à minuit, elle ne pourra plus changer. Abby et Jake allèrent à la fête de Krista, où cette dernière, se montra très sympa et gentille avec Abby dû au vœu numéro 9. Voyant tout le monde s'amuser, Abby se rendit compte que grandir trop vite n'était pas aussi beau comme elle le voulait depuis toujours et qu'elle n'a pas pu profiter de son adolescence. Elle retourna dans son appartement triste et déprimée. Au même moment, Céleste arriva pour la réconforter en apportant une pizza. Abby lui parla de son enfance, de sa hâte de devenir adulte, de comment elle a pu écrire des vœux aussi méchant sur sa liste pour éclipser Krista après qu'elle ait vu une autre facette de cette dernière. Elle se rendit compte que Jake souhaitait devenir président du bureau des élèves et qu'elle avait fait des vœux pour sa petite personne. Sur sa liste, Abby se rendit compte qu'elle pouvait changer son seizième et dernier vœu. Voyant qu'il ne restait que quelque minutes avant minuits, elle colla la première photo que ses parents avaient pris le matin même lorsqu'elle avait 16ans. Elle colla la photo et souffla sur la bougie numéro 16 juste avant minuit. Aussitôt, Abby fut ramené le matin même de son seizième anniversaire lorsque ses parents avaient la photo.
Se rendant compte, désormais, qu'elle avait été égoïste depuis le début, elle déchira sa liste de vœux et donna ses économies à son petit-frère qui rêvait d'avoir une guitare électrique. Avant qu'elle n'aille en cours, Abby s'empressa d'aller voir Krista pour lui parler et vouloir faire la paix. Très réticente au début, Krista lui expliqua pourquoi elle détestait Abby. Lorsqu'elle célébrait leur huitième anniversaire en même temps, Abby avait volé le meilleur ami de Krista, Jake. Depuis lors, Krista se mit à détester Abby et voulu la battre dans tous les domaines. Se rendant compte, une fois de plus, de ses gestes, Abby raisonna Krista sur le fait qu'elle soit candidate aux élections du bureaux des élèves. Krista avoua qu'elle ne voulait pas devenir présidente pour représenter les élèves mais pour battre cette dernière. Les deux adolescentes firent la paix et au final, elles changèrent les pancartes de campagnes au nom de celui de Jake. Le soir venue, elles célébrèrent leurs anniversaires en même temps, Abby dansa avec Jake tandis que Krista dansa avec Logan. Abby embrassa Jake sous les yeux de Céleste qui était serveuse à la soirée.

## Fiche technique
- Titre original : 16 Wishes
- Titre francophone : 16 voeux
- Réalisation : Peter DeLuise
- Scénario : Annie DeYoung
- Musique : James Jandrisch
- Photographie : Michael Lohmann
- Montage : Richard Schwadel
- Décors : Jill Scott
- Costumes : Kate Main
- Production : Ron French et Robyn Snyder
- Pays d'origine :  Canada -  États-Unis
- Langues originales : anglais, français
- Format : 1,78:1 - couleur
- Genre : fantasy
- Date de première diffusion :
  - États-Unis : 25 juin 2010

## Distribution
- Debby Ryan (VQ : Kim Jalabert) : Abigail Louise « Abby » Jensen
- Jean-Luc Bilodeau (VQ : Nicolas Bacon) : Joseph « Jay » Kepler
- Anna Mae Routledge (VQ : Michèle Lituac) : Celeste
- Karissa Tynes (VQ : Catherine Brunet) : Krista Cook
- Keenan Tracey (VQ : Gabriel Lessard) : Logan Buchanan
- Joel Semande : Joey Lockhart
- Cainan Wiebe : Mike Jensen
- Patrick Gilmore (VQ : Tristan Harvey) : Bob Jensen
- Kendall Cross (VQ : Valérie Gagné) : Sue Jensen
- Jesse Reid (VQ : Hugolin Chevrette) :  Theodore Hope
- Brenda Crichlow : Miss Duffy
- Patricia Isaac : Snooty Sales Woman
- Gary Jones : Principal Smith

## Musique
Debby Ryan a enregistré deux chansons pour le film : Open Eyes et  A Wish Come True Everyday.

## Diffusion internationale
| Pays / Region  | Chaîne(s)                                                     | Première            | Titre                           |
| -------------- | ------------------------------------------------------------- | ------------------- | ------------------------------- |
| États-Unis     | Disney Channel                                                | Le 25 juin 2010     | 16 Wishes                       |
| Canada         | Family                                                        | Le 16 juillet 2010  | 16 Wishes                       |
| Australie      | Disney Channel                                                | Le 7 août 2010      | 16 Wishes                       |
| Allemagne      | Disney Channel Deutschland                                    | Le 16 août 2010     | Der 16. Wunsch                  |
| Autriche       | Disney Channel Deutschland                                    | Le 16 août 2010     | Der 16. Wunsch                  |
| Espagne        | Disney Channel España                                         | Le 2 octobre 2010   | 16 Deseos                       |
| Mexique        | Disney Channel Latin America                                  | Le 16 octobre 2010  | 16 Deseos                       |
| Chili          | Disney Channel Latin America                                  | Le 17 octobre 2010  | 16 Deseos                       |
| Argentine      | Disney Channel Latin America                                  | Le 17 octobre 2010  | 16 Deseos                       |
| Venezuela      | Disney Channel Latin America                                  | Le 17 octobre 2010  | 16 Deseos                       |
| Bolivie        | Disney Channel Latin America                                  | Le 17 octobre 2010  | 16 Deseos                       |
| Pérou          | Disney Channel Latin America                                  | Le 17 octobre 2010  | 16 Deseos                       |
| Colombie       | Disney Channel Latin America                                  | Le 17 octobre 2010  | 16 Deseos                       |
| Panama         | Disney Channel Latin America                                  | Le 17 octobre 2010  | 16 Deseos                       |
| Brésil         | Disney Channel Brazil                                         | Le 17 octobre 2010  | 16 Desejos                      |
| Italie         | Disney Channel Italia                                         | Le 12 novembre 2010 | I 16 Desideri                   |
| Japon          | Disney Channel Japan                                          | Le 12 novembre 2010 | スイート16 ～キャンドルに願いを |
| Philippines    | Disney Channel Asia                                           | Le 21 novembre 2010 | 16 Wishes                       |
| Indonésie      | Disney Channel Asia                                           | Le 21 novembre 2010 | 16 Wishes                       |
| Malaisie       | Disney Channel Asia                                           | Le 21 novembre 2010 | 16 Wishes                       |
| Singapour      | Disney Channel Asia                                           | Le 21 novembre 2010 | 16 Wishes                       |
| Thaïlande      | Disney Channel Asia                                           | Le 21 novembre 2010 | 16 Wishes                       |
| Vietnam        | Disney Channel Asia                                           | Le 21 novembre 2010 | 16 Wishes                       |
| Royaume-Uni    | Disney Channel UK & Ireland                                   | Le 3 décembre 2010  | 16 Wishes                       |
| Pays-Bas       | Disney Channel Nederland                                      | Le 10 décembre 2010 | 16 Wishes                       |
| Belgique       | Disney Channel Nederland                                      | Le 10 décembre 2010 | 16 Wishes                       |
| Pologne        | Disney Channel Polska                                         | Le 24 décembre 2010 | 16 Życzeń                       |
| Roumanie       | Disney Channel Romania                                        | Le 31 décembre 2010 | 16 Dorinţe                      |
| Tchéquie       | Disney Channel (Czech Republic)                               | Le 31 décembre 2010 | 16 přání                        |
| Slovaquie      | Disney Channel (Czech Republic)                               | Le 31 décembre 2010 | 16 přání                        |
| Hongrie        | Disney Channel Hungary                                        | Le 31 décembre 2010 | 16 kívánság                     |
| Russie         | Disney Channel Russia                                         | Le 31 décembre 2010 | 16 Желаний                      |
| Afrique du Sud | Disney Channel South Africa                                   | Le 31 décembre 2010 | 16 Wishes                       |
| Moyen-Orient   | Disney Channel Middle East, MBC2, MBC Max, MBC Persia et MBC4 | Le 31 décembre 2010 | 16 Wishes                       |
| Grèce          | Disney Channel Greece                                         | Le 31 décembre 2010 | 16 Ευχές                        |
| France         | Disney Channel France                                         | Le 14 octobre 2010  | 16 vœux                         |
| Turquie        | Disney Channel Türkiye                                        | Le 31 décembre 2010 | 16 Wishes                       |